# 小行星4577
小行星4577（4577 Chikako）是一颗绕太阳运转的小行星，为主小行星带小行星。该小行星于1988年11月30日发现。

## 轨道参数
小行星4577的轨道半长轴为2.6267453 UA，离心率为0.287。